# Apalina, Mureș
Apalina, mai demult Abafaia (în dialectul săsesc Uendref, în germană Odendorf, Bendorf, Brenndorf, Briegendorf, în maghiară Abafája, Apáti) este o localitate componentă a municipiului Reghin din județul Mureș, Transilvania, România.

## Clădiri istorice
- Castelul Huszár
- Biserica romano-catolică
- Moara
- Școala veche
- Drumul lui Traian

## Imagini

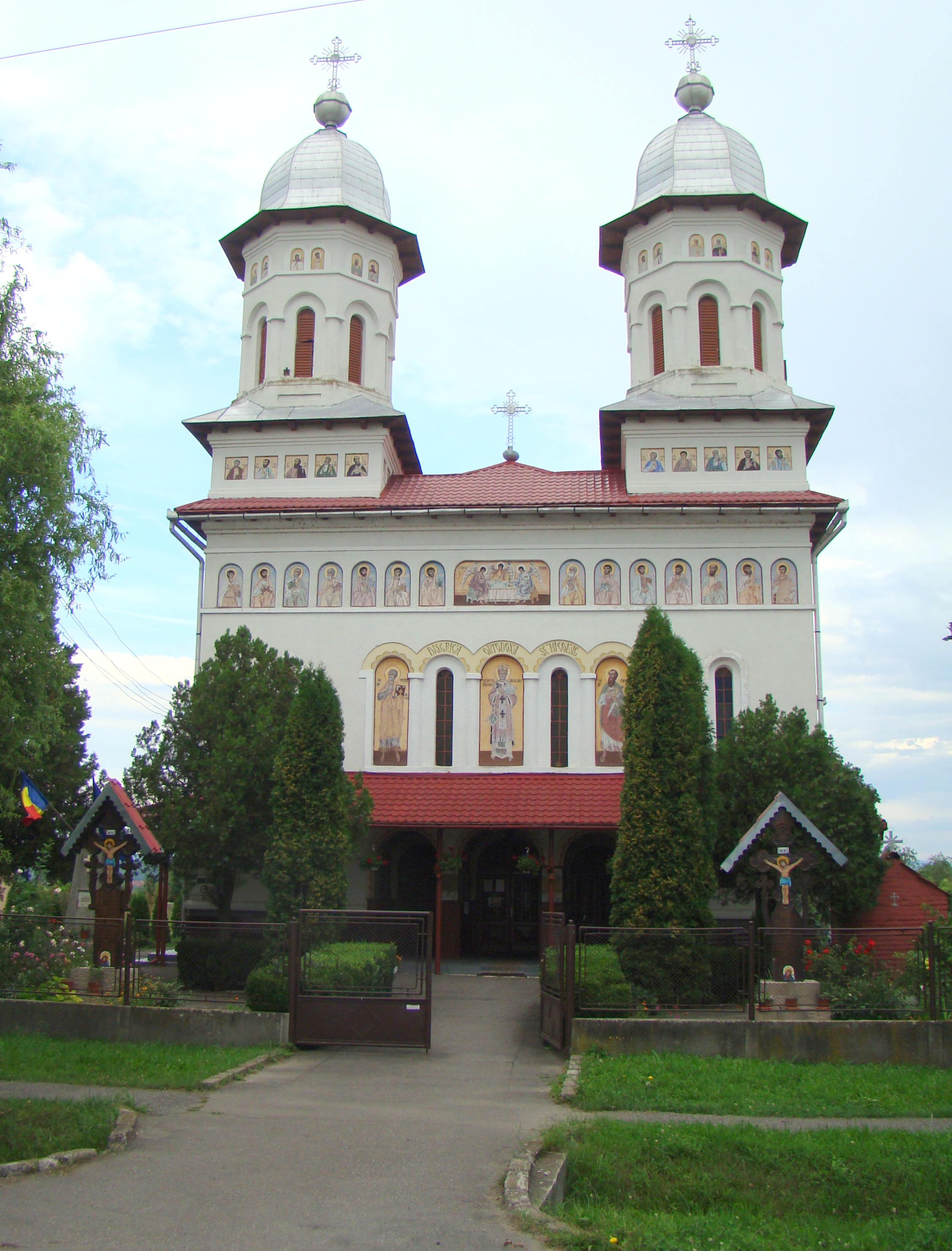
Biserica ortodoxă cu hramul „Sfântul Ierarh Nicolae” (1959)
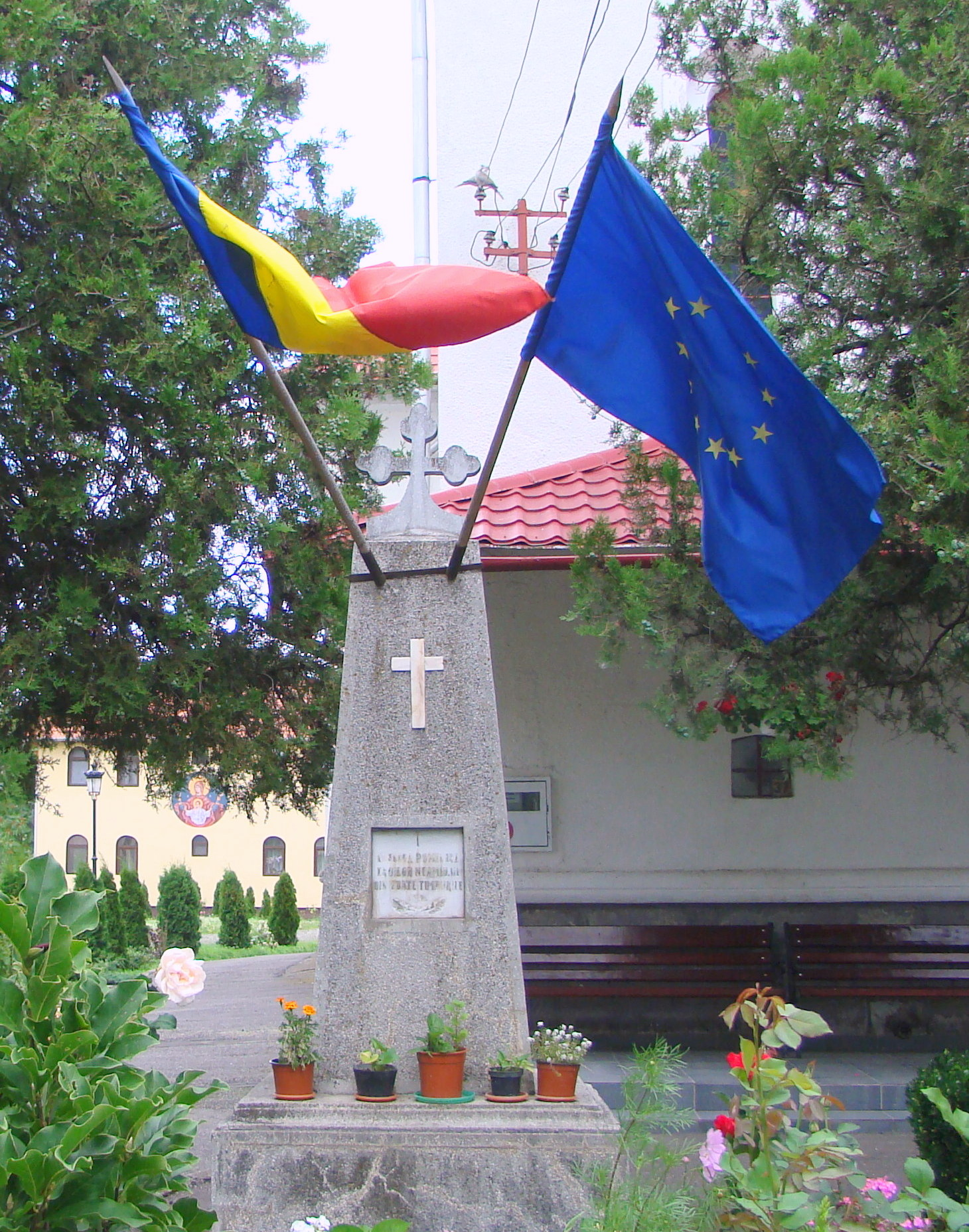
Monumentul eroilor
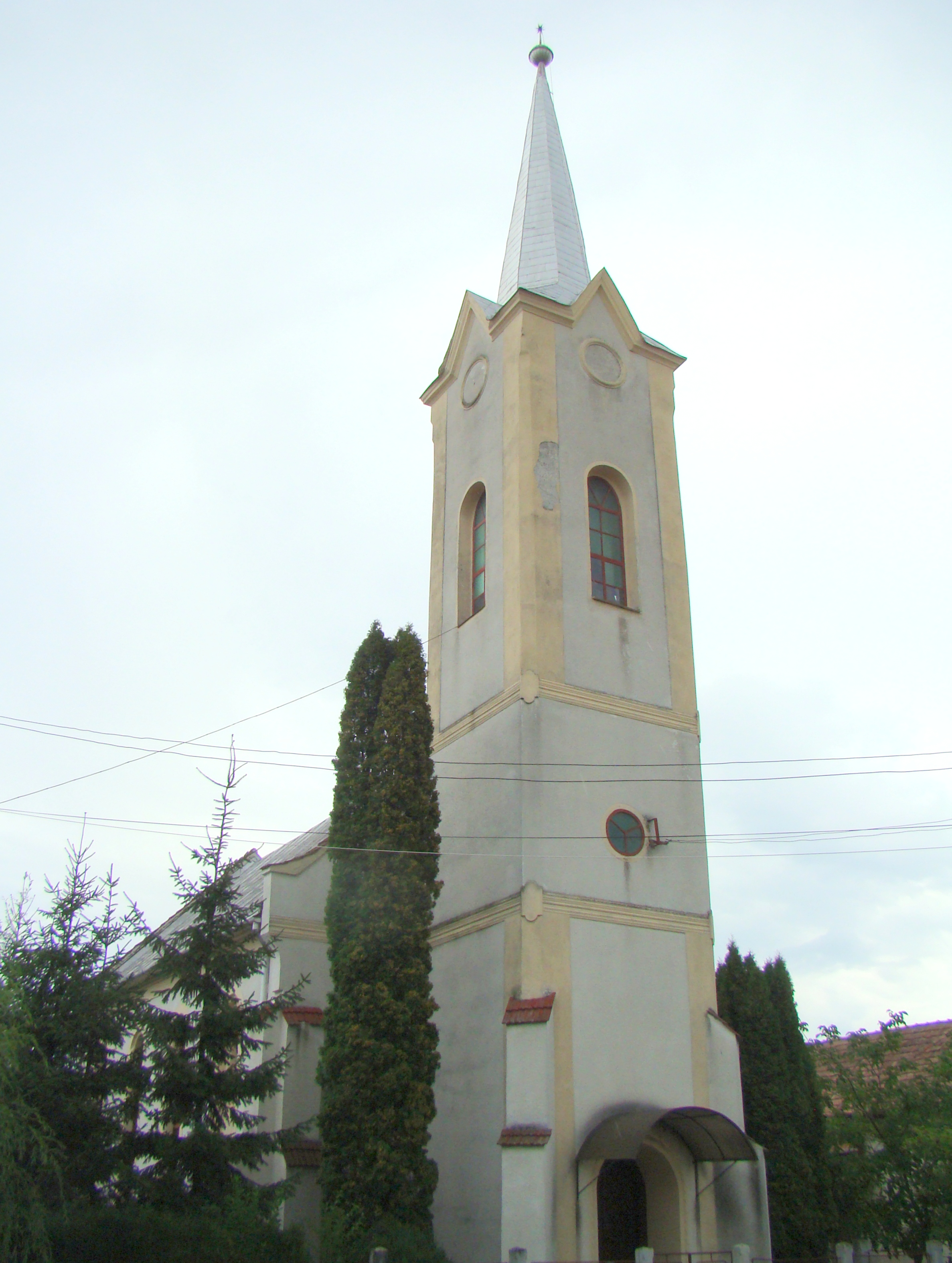
Biserica reformată (1891)
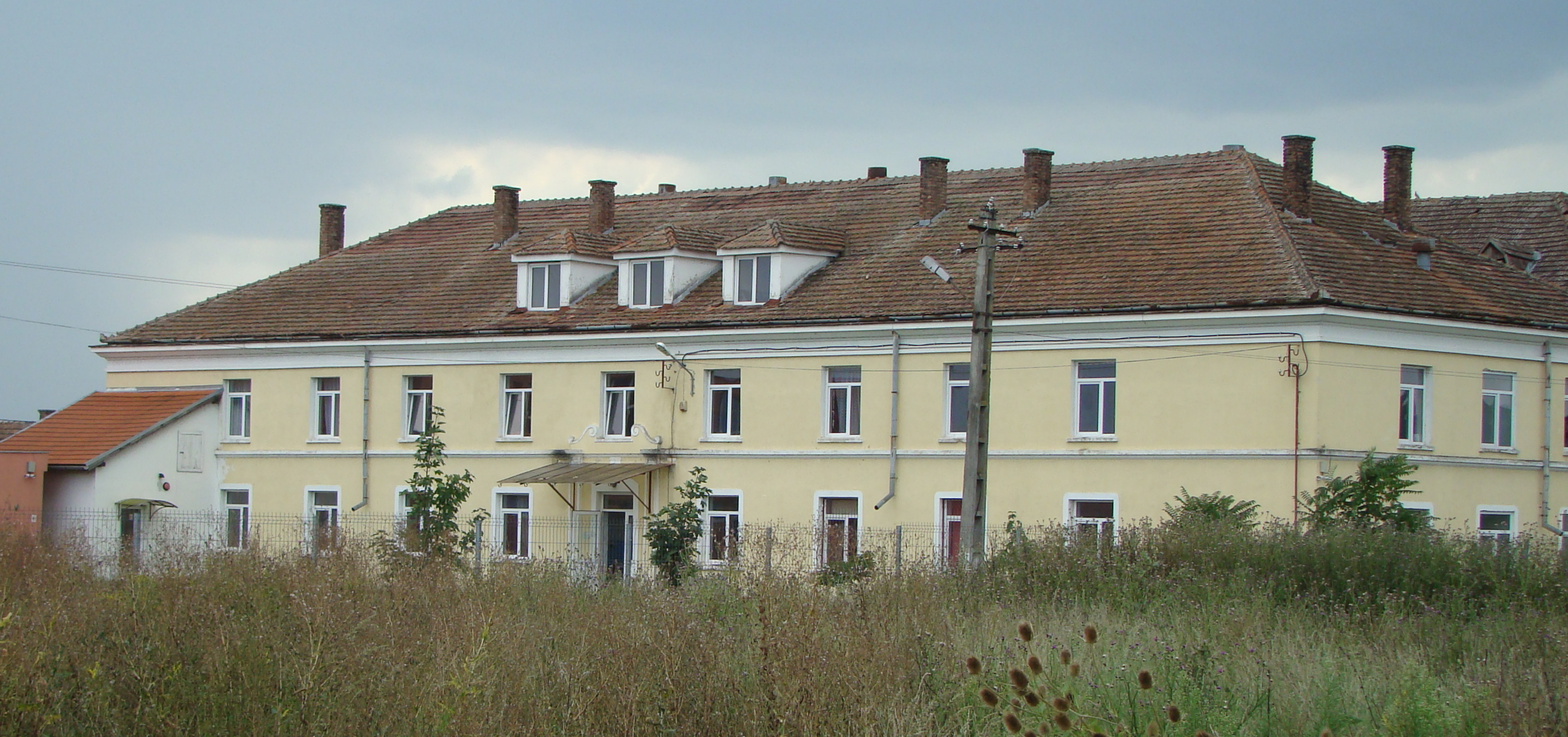
Centrul Școlar de Educație Incluzivă (în Apalina există o numeroasă comunitate rromă)
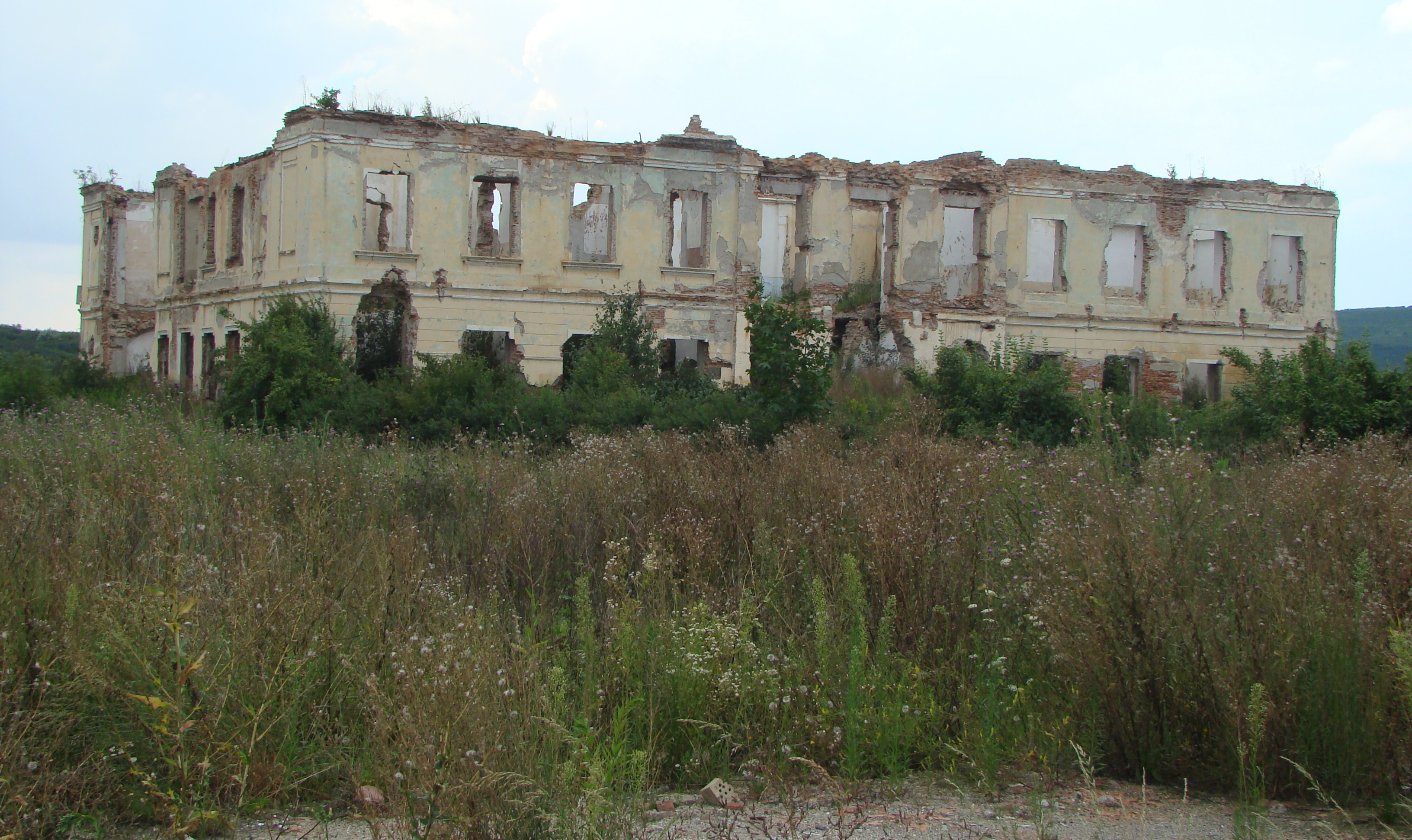
Ruinele castelului Huszár
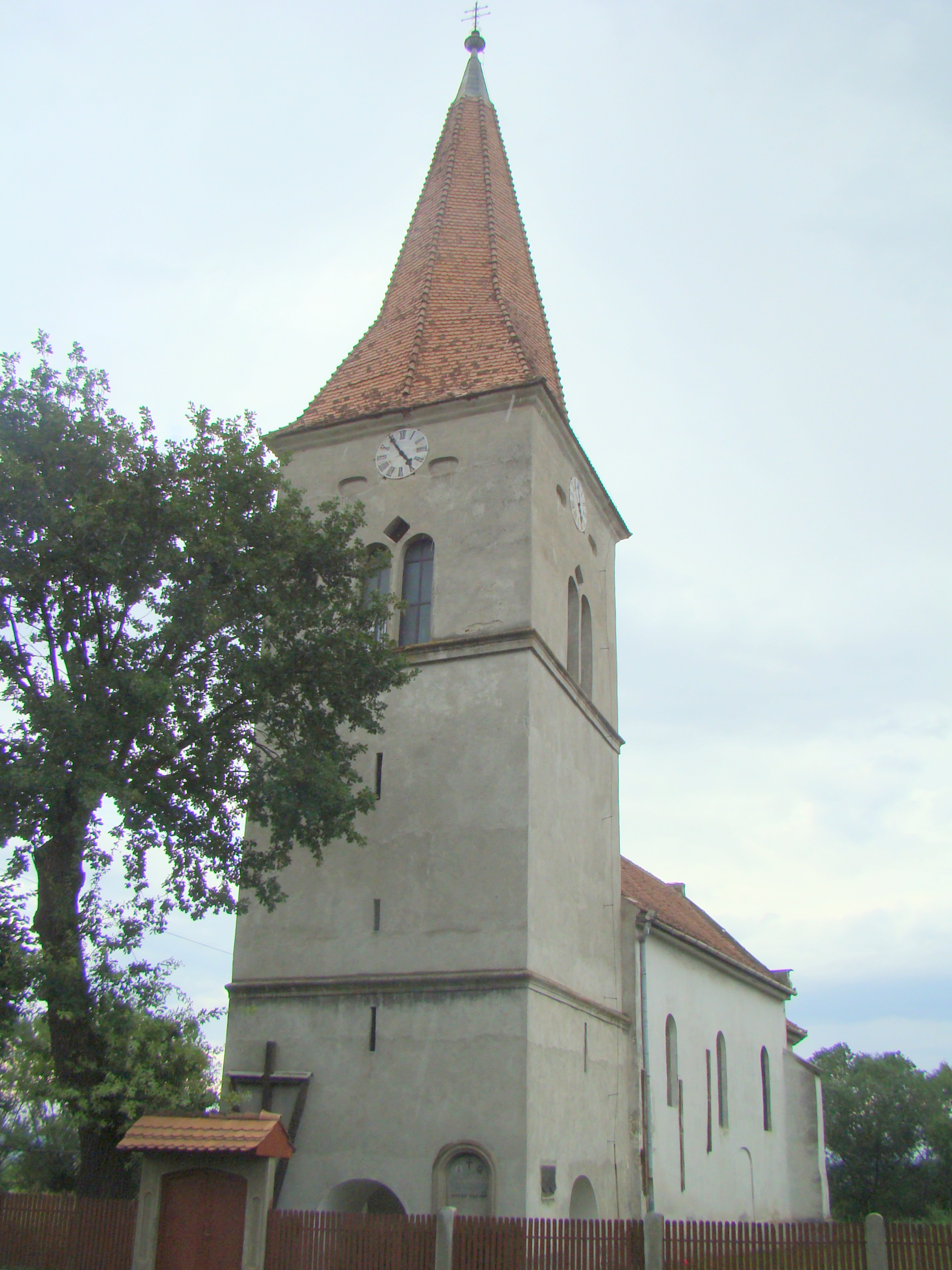
Biserica romano-catolică (secolul XIII)